# El campió (pel·lícula de 1931)
 El campió (original: The Champ) és una pel·lícula estatunidenca dirigida per King Vidor, estrenada el 1931 i doblada al català.

## Argument
El protagonista és un ex-boxejador divorciat que dona al seu fill un cavall anomenat 'Little Champ'. La mare es troba accidentalment amb el nen i li pregunta al seu marit per poder portar-lo amb ella. A contracor, el boxejador està d'acord i torna a la preparació per un difícil retorn a l'esport competitiu. El seu oponent és ser massa forta i el combat serà fatal per l'heroi que perdrà la vida després d'una victòria molt soferta, davant els ulls del nen.

## Producció
La pel·lícula va ser produïda per Metro-Goldwyn-Mayer (MGM) (controlat per Incorporated Loew) (Una producció de King Vidor).

## Distribució
Distribuït per Metro-Goldwyn-Mayer (MGM), la pel·lícula va ser estrenada als cinemes dels EUA el 21 de novembre de 1931.

## Remake
El 1979, la pel·lícula va tenir una discutida nova versió amb The Champ dirigida per Franco Zeffirelli, amb Jon Voight i Faye Dunaway com a protagonistes. L'argument de la pel·lícula de Zeffirelli s'agafa de la història original del 1931 de Frances Marion.

## Repartiment
- Wallace Beery: Champ
- Jackie Cooper: Dink
- Irene Rich: Linda
- Roscoe Ates: Sponge
- Edward Brophy: Tim
- Hale Hamilton: Tony
- Jesse Scott: Jonah
- Marcia Mae Jones: Mary Lou

## Premis i nominacions

### Premis
- 1932. Oscar al millor actor per Wallace Beery
- 1932. Oscar al millor guió original per Frances Marion

### Nominacions
- 1932. Oscar a la millor pel·lícula
- 1932. Oscar al millor director per King Vidor